# 波雷乔县
波雷乔县，一译坡礼初县，是柬埔寨磅湛省下辖的一个县。
据1998年人口普查，此县共有127,683人。